# Анна Шпилевська
Ганна Георгіївна Шпилевська, у шлюбі Коновалова, псевдонім Шпилевська, нар. 14 червня 1990 у місті Рівне) — українська письменниця, етномузиколог, журналістка. Лавреатка літературної премії імені Михайла Дубова.

## Життєпис
Середню освіту здобула у Рівненському НВК школі — ліцеї № 2.
У 2009 закінчила Рівненське музичне училище РДГУ за спеціальністю Теорія музики.
У 2014 здобула степінь «Магістр» за спеціальністю — «Етномузикознавство» у Львівській національній музичній академії імені Миколи Лисенка.
Проходила практику у газеті «Львівська пошта», а також на Львівському радіо. Була солісткою дівич етно-гурту Трояка Ружа.
Закінчивши музичну академію, працювала у Львівській державній хоровій школі «Дударик» як викладачка музично-теоретичних дисциплін, а також у Львівській філармонії, де займала посаду музичної журналістки.
Одружившись, Анна із чоловіком поїхала у Кишинів, де працювала у журналах «Instyle» та «Sanatate». Згодом поїхала до Польщі.
Активно концертує, читаючи вірші та презентуючи книгу «Лірник».
Захоплюється музикою, літературою, етнографією, модою.

## Творчість
Друкувала музично-критичні статті у рівненському журналі «Мистецькі грані», друкувалась у альманахах «Погорина», «Наше коло», львівському журналі «Колєжанка», мала свої рубрики на одному із розважальних блогів Львова.
Відвідувала літературне об'єднання «Поетарх» при ПДМ (м. Рівне).
Друкувалась у альманахах «Погорина», «Наше коло», львівському журналі «Колєжанка».
Книги:
Книга «Симфонія хаосу» вийшла у вересні 2013-го року за кошти гранту голови Рівненської облдержадміністрації та голови обласної ради. Книга містить повість, кілька віршів, декілька невеликих оповідань-замальовок, міні-есеї, нотатки про життя та гуцульську містерію із використанням діалекту мешканців Карпат. У книзі використані мотиви старих легенд та сучасні реалії буття з їх непростими моральними проблемами. Книга перемогла у конкурсі «Найкраща книга Рівненщини» за 2014 рік у категорії «Літературний дебют».
Гуцульський роман «Лірник» вийшов друком у 2016 році за сприяння видавництва «Писаний камінь» (м. Косів). Коректуру і редакцію книги робила письменниця Тала Владмирова.
Збірка поезій «Сонячні глісандо» вийшли друком 2019 року в Луцьку за сприяння видавництва «Терен», ISBN 978-617-7680-32-0. У книзі вміщені також кілька віршів-спроб авторки перекладу польською мовою.

## Відзнаки
- Лауреат літературної премії імені Михайла Дубова (2013).